# The Addams Family XXX
The Addams Family XXX ist eine amerikanische Porno-Parodie auf die Addams-Family-Serie sowie die gleichnamigen Filme.

## Handlung
Die Kinder der Addams Family, Wednesday (Brandy Aniston) und Pugsley (Seth Gamble), sind bald erwachsen und sollen aufgeklärt werden. Mutter Morticia (India Summer) und Vater Gomez (Evan Stone) übernehmen dies. Gomez bestellt dazu eine Prostituierte für Pugsley, während Morticia die Tochter des Hauses in die Masturbation einführt. Die restlichen Familienmitglieder sind ebenfalls sexuell sehr aktiv.

## Auszeichnungen
- Der Film war bei den AVN Awards unter anderem in der Kategorie „Best Parody – Comedy“ nominiert.

## Wissenswertes
- Die DVD enthält eine Schwarzweißfassung des Films.[1]